# Mademoiselle Caroline Rivière
Mademoiselle Caroline Rivière är en oljemålning av den franske konstnären Jean-Auguste-Dominique Ingres. Han färdigställde målningen 1805 och den är utställd på Louvren i Paris.
Ingres var den mest övertygade nyklassicisten i sin generation. Rena konturer, kyliga färger och gestalter baserade på antik skulptur och Rafaels måleri (jämför La Fornarina) var kärnan i hans stil. Han målade helst mytologiska och historiska motiv, men han var också en framstående porträttmålare – och det var porträtten som vid denna tidpunkt var hans viktigaste inkomstkälla. Till Parissalongen 1806 ställde Ingres ut inte mindre än fyra porträtt, förutom Mademoiselle Caroline Rivière även porträtt av hennes far och mor samt Napoleon I på kejsartronen. Porträtten fick dock ett svalt mottagande då de ansågs vara "gotiska" på grund av de tydliga linjära konturerna.
Fadern Philibert Rivière var en framgångsrik tjänsteman och jurist under Napoleons kejsardöme. Dottern Caroline (1793–1807) var bara omkring 13 år när hon porträtterades. Hon dog ung, bara ett par år efter målningens tillkomst. Tavlan donerades av Carolines svägerska till Louvren 1870.

## Relaterade målningar

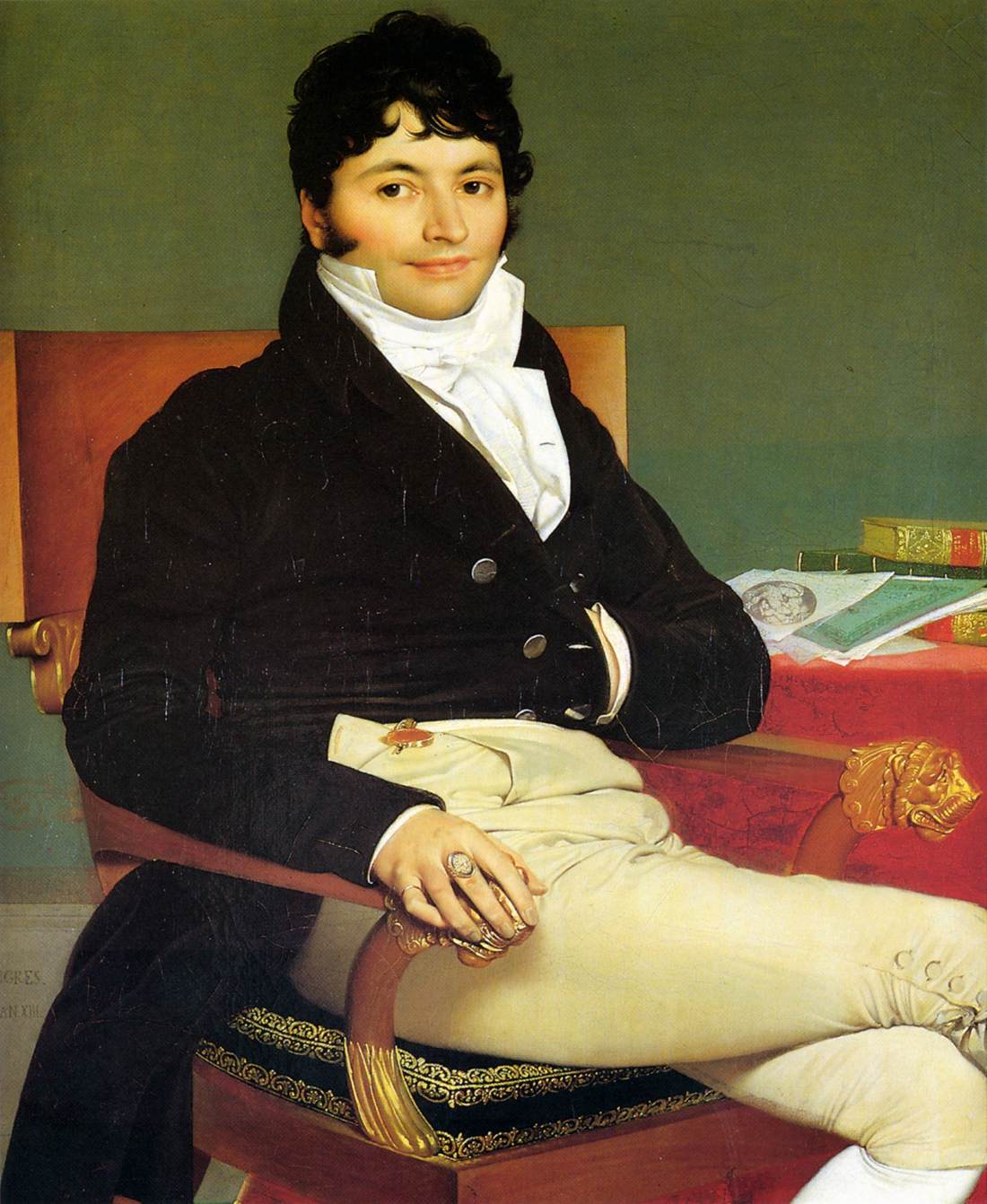
Porträtt av Philibert Rivière eller Philibert Rivière (1766–1816) från 1804–1805, Louvre–n (116 x 89 cm).
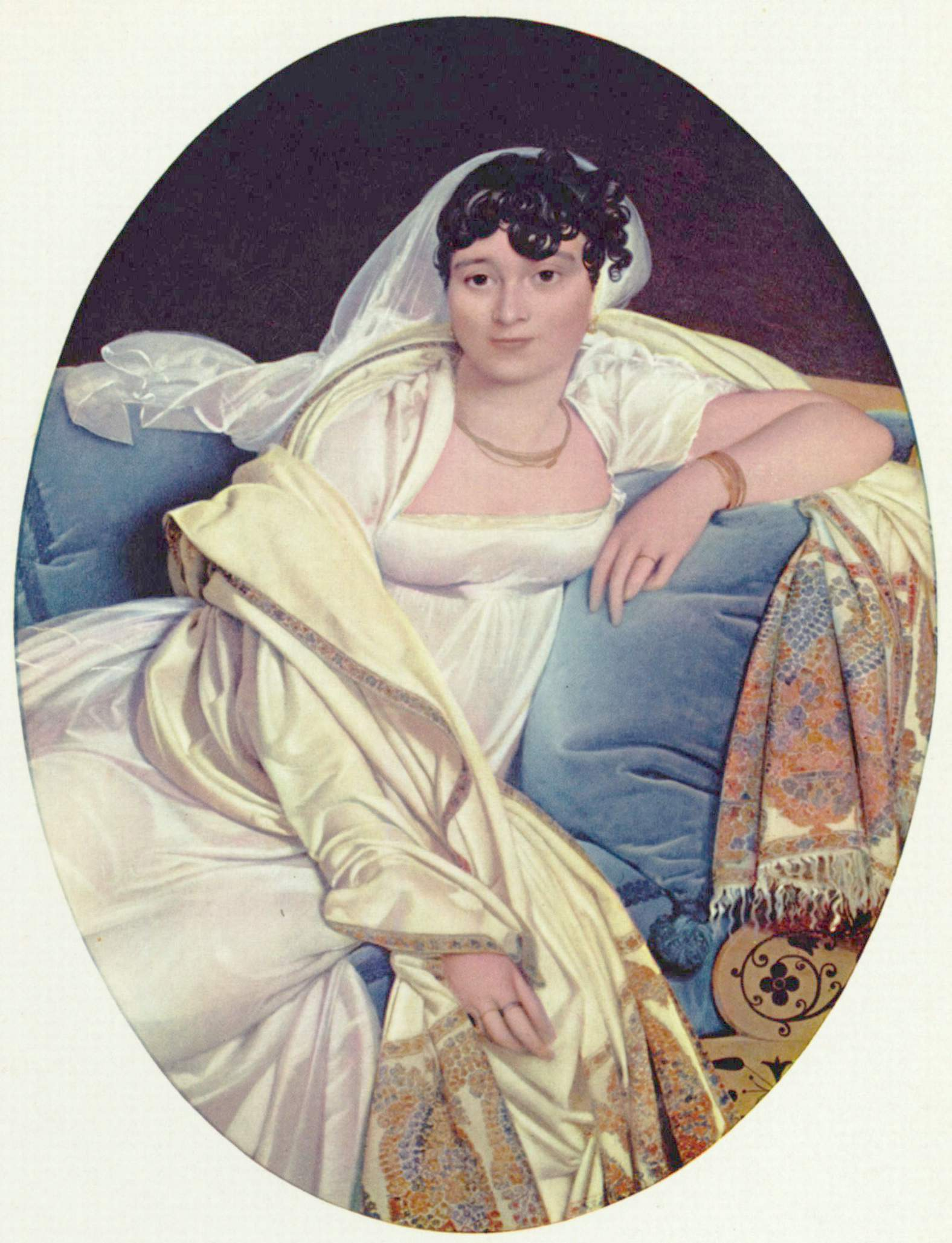
Porträtt av Madame Rivière eller Madame Rivière, née Marie Françoise Jacquette Bibiane Blot de Beauregard (1773/74–1848) från 1805, Louvren (117 x 82 cm).